# Schweizer Rugby-Union-Meisterschaft 2000/01
Die Saison 2000/01 war die 29. Austragung der Schweizer Rugby-Union-Meisterschaft, der vom Schweizerischen Rugbyverband organisierten Meisterschaft der Schweiz in der Sportart Rugby Union.

## Modus
Die Punkte wurden wie folgt verteilt:
- 3 Punkte bei einem Sieg
- 2 Punkte bei einem Unentschieden
- 1 Punkt bei einer Niederlage
- 1 Minuspunkt nach der dritten roten Karte und nach jeder weiteren roten Karte, ebenso bei einer Forfaitniederlage

## Nationalliga A
In der höchsten Spielklasse, der Nationalliga A, dauerte die Saison vom 16. September 2000 bis zum 13. Mai 2001. Sie umfasste sechs Teams, die in zehn Runden je einmal zuhause und auswärts gegen alle anderen Teams spielten. Der Bestplatzierte stand als Meister fest, während der Letztplatzierte in die Nationalliga B abstieg.

### Teams
Die folgenden sechs Teams spielten in der Saison 2000/01 in der Nationalliga A:
| Mannschaft              | Stadion                    | Gemeinde, Kanton                          |
| ----------------------- | -------------------------- | ----------------------------------------- |
| RC Avusy                | Stade d’Athenaz            | Avusy, Kanton Genf                        |
| Entente Bern-Fribourg * | Grosse Allmend             | Bern, Kanton Bern                         |
| Genève RC               | Centre sportif de Vessy    | Veyrier, Kanton Genf                      |
| Hermance RRC            | Stade Marius Berthet       | Chens-sur-Léman, Département Haute-Savoie |
| Nyon RC                 | Centre sportif de Colovray | Nyon, Kanton Waadt                        |
| RC Zürich               | Sportanlage Allmend Brunau | Zürich, Kanton Zürich                     |

* Kooperation des RC Bern mit dem RC Fribourg

### Tabelle
M = amtierender Meister 
 B = Aufsteiger aus der Nationalliga B
|    | Team                  | Spiele | Siege | Unent. | Ndlg. | Spiel- punkte | Diff. | Tabellen- punkte |
| -- | --------------------- | ------ | ----- | ------ | ----- | ------------- | ----- | ---------------- |
| 1. | Hermance RRC          | 10     | 8     | 0      | 2     | 305:91        | + 214 | 26               |
| 2. | Genève RC             | 10     | 7     | 1      | 2     | 307:128       | + 179 | 25               |
| 3. | RC Zürich (M)         | 10     | 7     | 0      | 3     | 350:113       | + 237 | 24               |
| 4. | RC Avusy (B)          | 10     | 4     | 2      | 4     | 129:175       | − 46  | 20               |
| 5. | Nyon RC               | 10     | 2     | 1      | 7     | 158:385       | − 227 | 15               |
| 6. | Entente Bern-Fribourg | 10     | 0     | 0      | 10    | 96:453        | − 357 | 10               |

### Ergebnisse
Die Kreuztabelle stellt die Ergebnisse aller Spiele dieser Saison dar. Die Heimmannschaft ist in der linken Spalte, die Gastmannschaft in der obersten Zeile aufgelistet.
| 2000/01               | EBF   | GEN   | HER   | NYO   | AVU   | ZUR   |
| --------------------- | ----- | ----- | ----- | ----- | ----- | ----- |
| Entente Bern-Fribourg | –     | 17:51 | 22:43 | 22:31 | 8:17  | 5:22  |
| RC Genève             | 55:3  | –     | 5:9   | 53:3  | 27:12 | 18:3  |
| Hermance RRC          | 63:0  | 29:10 | –     | 41:3  | 31:0  | 10:11 |
| Nyon RC               | 42:19 | 7:41  | 13:58 | –     | 13:17 | 3:34  |
| RC Avusy              | 15:0  | 22:22 | 5:9   | 22:22 | –     | 10:9  |
| RC Zürich             | 114:0 | 23:25 | 22:12 | 78:21 | 34:9  | –     |

## Nationalliga B
Die zweithöchste Spielklasse, die Nationalliga B, umfasste neun Teams, die jeweils einmal auswärts und zuhause gegen alle anderen Teams antraten. Der Erstplatzierte stieg in die Nationalliga A auf, während die Teams auf den Plätzen 7 bis 9 in die Nationalliga C abstiegen.

A = Absteiger aus der Nationalliga A
|    | Team                   | Spiele | Siege | Unent. | Ndlg. | Spiel- punkte | Diff. | Minus- punkte | Tabellen- punkte |
| -- | ---------------------- | ------ | ----- | ------ | ----- | ------------- | ----- | ------------- | ---------------- |
| 1. | Neuchâtel-Sports RC    | 16     | 12    | 2      | 2     | 331:167       | + 164 |               | 42               |
| 2. | RC Yverdon             | 16     | 13    | 0      | 3     | 433:148       | + 285 |               | 42               |
| 3. | Albaladejo RC Lausanne | 16     | 10    | 2      | 4     | 330:159       | + 171 |               | 38               |
| 4. | RFC Basel (A)          | 15     | 10    | 0      | 5     | 404:205       | + 199 | − 1           | 34               |
| 5. | Stade Lausanne RC (A)  | 16     | 7     | 0      | 9     | 261:243       | + 18  | − 2           | 28               |
| 6. | RC Würenlos            | 16     | 5     | 0      | 11    | 203:491       | − 288 | − 1           | 25               |
| 7. | Lausanne UC            | 16     | 4     | 0      | 12    | 238:517       | − 279 |               | 24               |
| 8. | RC Luzern              | 14     | 4     | 0      | 10    | 276:305       | − 29  | −1            | 21               |
| 9. | RC La Chaux-de-Fonds   | 15     | 3     | 0      | 12    | 154:395       | − 241 | − 1           | 20               |

Die Punkte wurden wie folgt verteilt:
- 3 Punkte bei einem Sieg
- 2 Punkte bei einem Unentschieden
- 1 Punkt bei einer Niederlage
- 1 Minuspunkt nach der dritten roten Karte und nach jeder weiteren roten Karte, ebenso bei einer Forfaitniederlage